# Morte di Procri
La Morte di Procri è un dipinto a olio su tavola (65,4x184,2 cm) di Piero di Cosimo, databile al 1495 circa e conservato nella National Gallery di Londra.

## Storia
Il dipinto proviene dalle collezioni Guicciardini di Firenze, anche se non è citata negli inventari cinquecenteschi. Doveva decorare un ambiente privato, forse una spalliera di un pancale, o un cassone o un altro tipo di decorazione, come era tipico nelle camere da letto delle più facoltose famiglie fiorentine dell'epoca. Lo stesso soggetto, che condanna l'adulterio, sembra appropriato a fare da monito per una giovane coppia.
L'opera è al museo londinese dal 1862, quando venne acquistata.

## Descrizione e stile

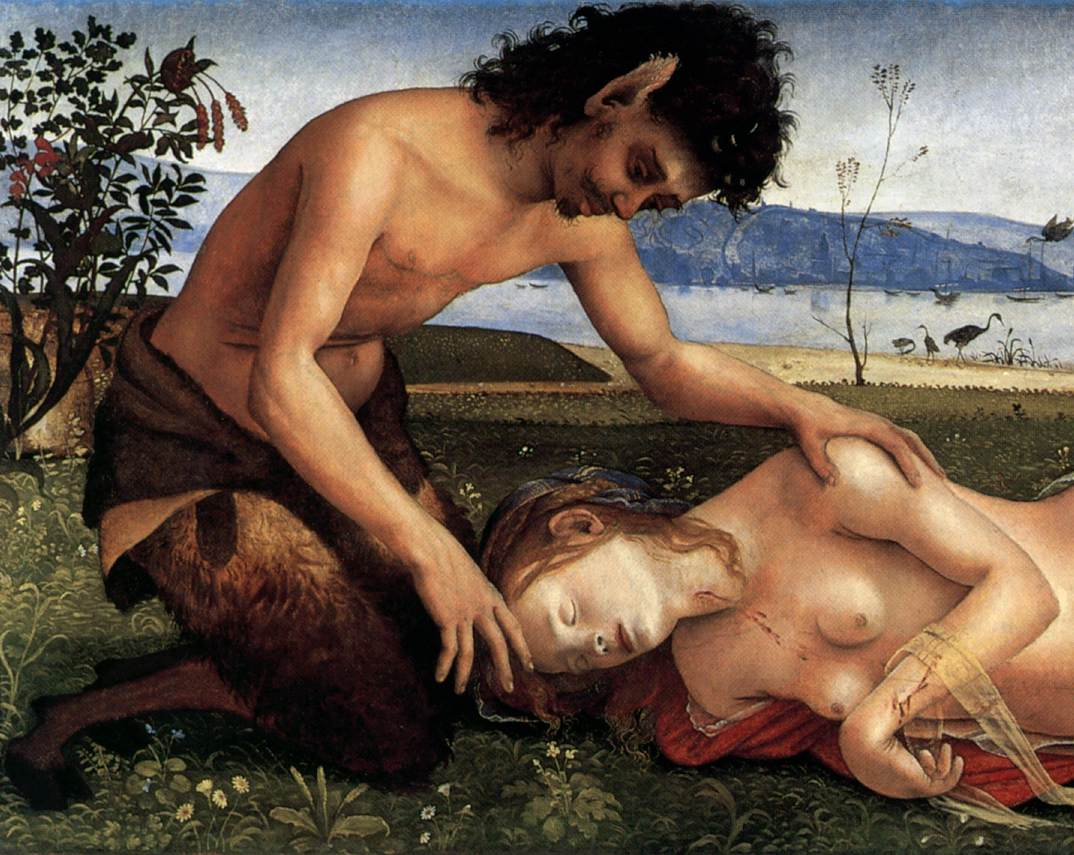
Dettaglio

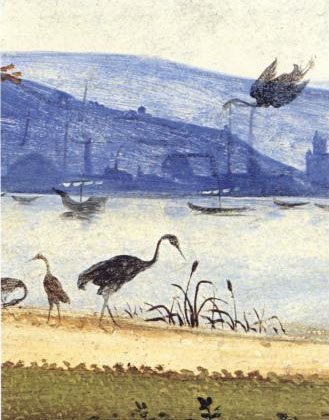
Dettaglio

La tragica storia di Cefalo e Procri è narrata da Ovidio nelle Metamorfosi (VII, 752-765). Mentre Cefalo era a caccia, armato di un dardo infallibile e accompagnato da Lelapo, un segugio che riusciva sempre a catturare le prede, donatigli entrambi da Artemide, Procri si nascose in un cespuglio per controllare che l'uomo non avesse ripreso a tradirla con Eos. L'uomo la scambiò per un animale e la uccise con la freccia.
Ovidio non dice che Cefalo fosse un satiro, come invece è riportato nel dipinto, ma tale iconografia del mito si trova già nella rappresentazione teatrale Fabula di Cephalo di Niccolò da Correggio del 1486, composta per Ercole d'Este e rappresentata alla corte di Ferrara nel 1487. Incongruenti sono anche le ferite e la mancanza dell'arma, per cui l'identificazione tradizionale è tutt'altro che certa. Il formato orizzontale della tavola è occupato dal corpo femminile disteso, con ferite alla gola, al polso e alla mano. Ai lati si bilanciano le due figure scure del satiro e del cane da caccia, mentre dietro di essi si estende un paesaggio lacustre reso azzurrino dalla foschia e popolato da animali (altri cani, un pellicano, alcuni aironi) e barche che ruotano attorno a un porto appena visibile. Forte è il senso della natura e l'attenzione con cui la veduta è curata, ispirandosi a modelli fiamminghi. La bellezza ideale della figura distesa, il suo abbigliamento all'antica e la precisione anatomica del disegno rimandano al filone fiorentino di cui fece parte anche Botticelli. Non a caso nel museo l'opera è esposta simmetricamente al Venere e Marte di analogo formato, proprio di Botticelli.
Sul retro della tavola si trova un disegno architettonico, la cornice di un pilastro. In controluce, soprattutto nel corpo disteso di Procri, si vedono tracce del disegno sottostante, mentre nel cielo l'artista sfumò i colori con i polpastrelli, lasciando numerose impronte digitali.

## Galleria d'immagini

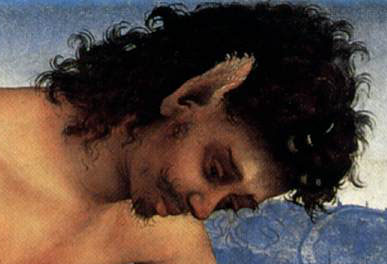
Dettaglio
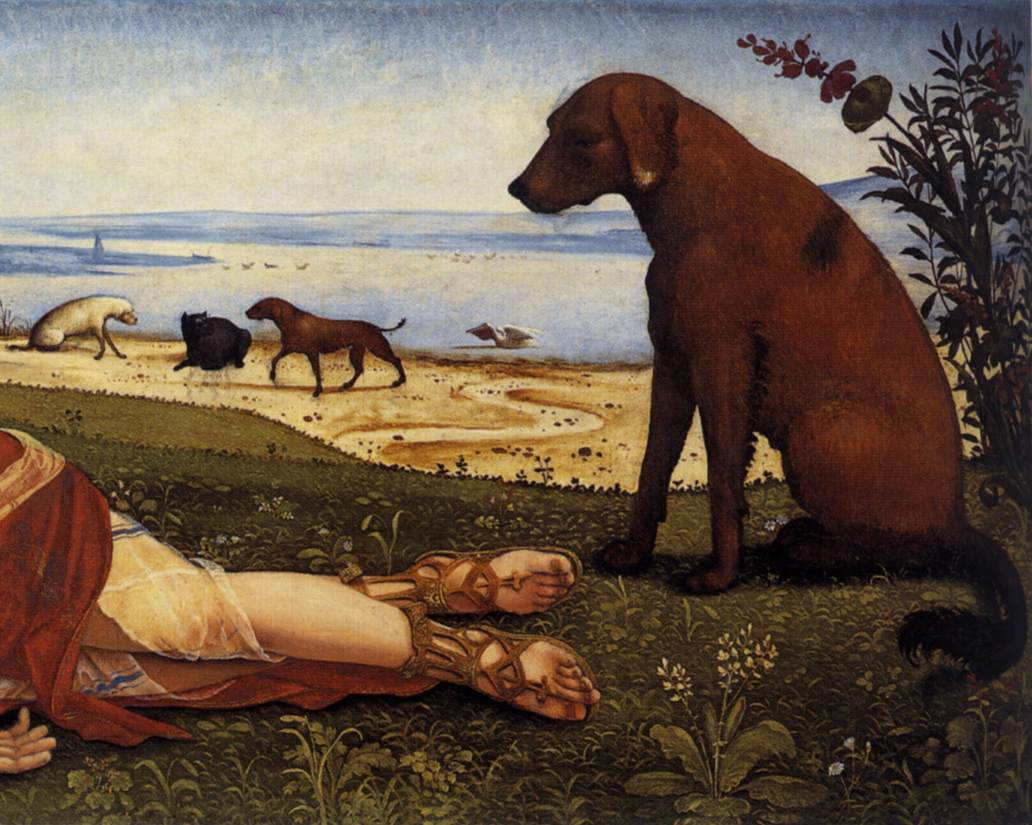
Dettaglio
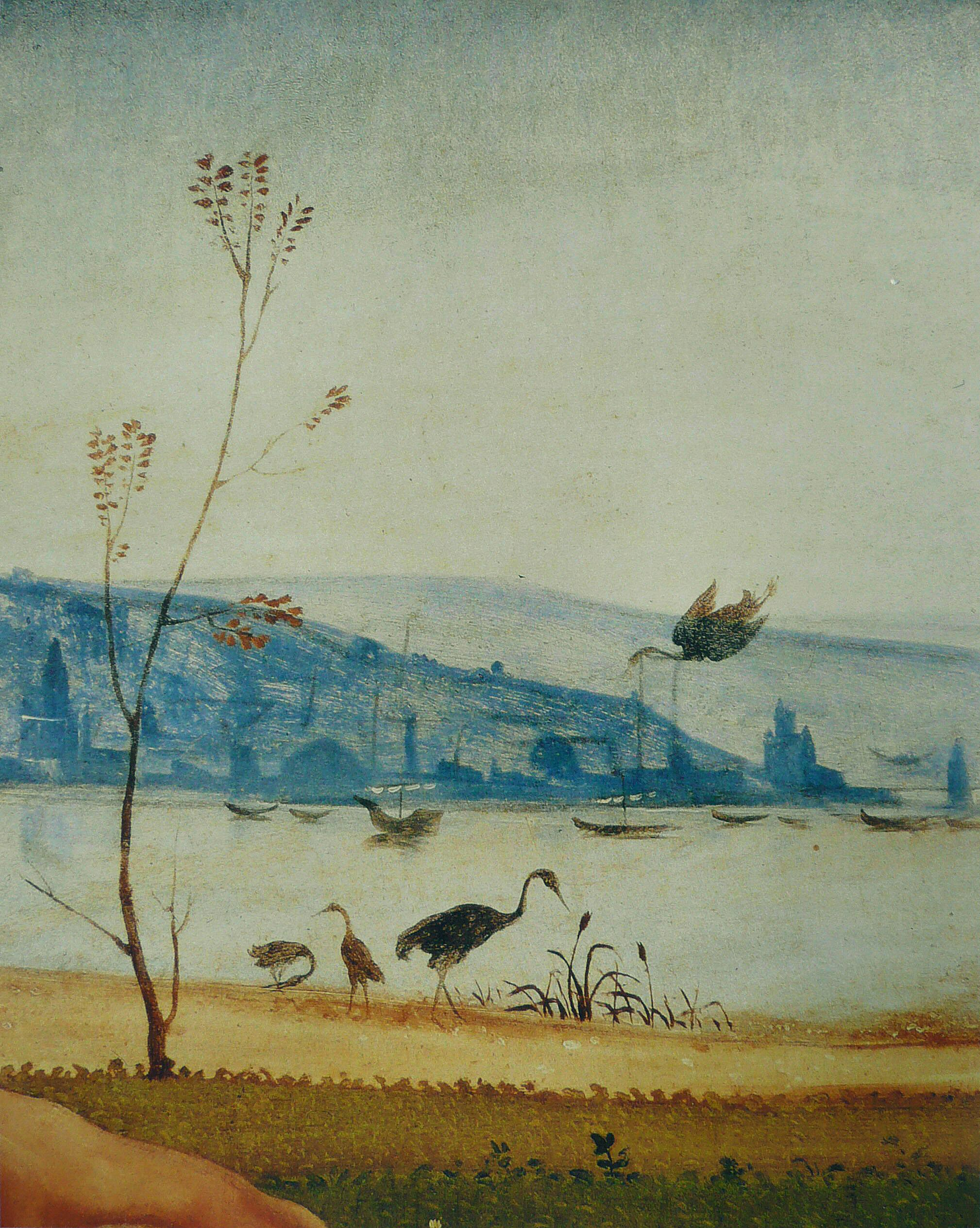
Dettaglio